# ستات بيت المعادي
ستات بيت المعادي، مسلسل تلفزيوني مصري مقتبس عن المسلسل الأمريكي لماذا تقتل النساء، من بطولة كندة علوش، إنجي المقدم، تارا عماد، ميرهان حسين سيناريو وحوار محمود عزت، وإخراج محمد سلامة وهادي الباجوري. عُرض المسلسل لأول مرة، في شهر رمضان 9 ديسمبر 2021، على منصة شاهد في أي بي.
كشفت المقدمة التشويقية للمسلسل عن بيت واحد، تدور بداخله قصص غريبة يتصدر بطولتها النساء وذلك في 3 حقًب زمنية مختلفة (1963، 1984 و2021) وشهدت جرائم قتل وخيانة ومواقف كوميدية بين الأزواج، لنخوض بعمق في طبائع النساء واختلافهن عبر الزمن.

## قصة العمل
تدور قصة العمل حول نساء متزوجات في المنزل ذاته ولكن في أزمنة مختلفة، حيث يجبرن على اتخاذ قرارات متشابهة من أجل التغلب على تحديات زواجهن.
"مريم" و"شيريهان" و"رضوى"، ثلاث نساء من ثلاثة أزمنة، كل منهنّ تتعرض للخيانة الزوجية بشكل مختلف، فتحاول كل منهم أن تعالج الوضع بطريقتها: تعويض الزوج عما قد يفتقده فيها والمبالغة في الإخفاء إلى حد مصادقة العشيقة نفسها! أو عقاب الزوج نفسه بحرمانه من كل امتيازاته وبخيانته! أو بالرغبة في مساعدة الزوج لعبور هذه الأزمة حين تدرك أنه تحت تأثير أشياء أقوى من إرادته. إلى أن كل المصائب تنتهي إلى نتيجة واحدة: القتل.
تعيش نساء متزوجات في المنزل ذاته ولكن في أحقاب مختلفة من الزمن، حيث يجبرن على اتخاذ قرارات متماثلة في سبيل التغلب على تحديات زواجهن.

## البطولة
| - أحمد وفيق: فهمي (حقبة الستينات) - صبري فواز: كامل (حقبة الثمانينات) - شريف حافظ: على (حقبة الالفينات) - كندة علوش: مريم (حقبة الستينات) - إنجي المقدم: شريهان رستم (حقبة الثمانينات) - تارا عماد: رضوى (حقبة الالفينات) - إنتصار: تحية (حقبة الستينات) - إنجي كيوان: نورا صديفة رضوى | - يوسف عمر: تامر صديق شريهان - ميرهان حسين: فاتن عشيقة فهمي - أميرة العايدي: نوال (نانا) أم تامر - إنجي أبو زيد: لبنى جارة مريم - مروان يونس: منصور صديق علي - أسامة أبو العطا: رأفت زوج لبنى - باتع خليل: شاهين زوج تحية - أكرم الشرقاوي: أكرم طليق نورا | - دارين حداد: نيللي صديقة شريهان - عبد الرحمن أبو زهرة: ضيف الحلقة 3 - هادي عواض: منير ضيف الحلقة 4 - محمد سلامة: يحيى ضيف الحلقة 4 - إنجي علي: دكتورة نجلاء ضيف الحلقة 8 - أسماء أبو اليزيد: زوجة علاء ضيف الحلقة 12 - أحمد مجدي: علاء ضيف الحلقة 12 |

بالأشتراك مع: ميرنا الهلباوي: بيسان - نيرة عارف: أميرة (حقبة الثمانينات)- ملك بدوي: أمل سكرتيرة فهمي- نورا حبيب - عاصم سامي:راضي الشامي صديق كامل وشريهان - حنان الفيومي - نهال كمال المهدي: ليلي (حقبة الثمانينات) - إنجي كمال: سلمى (حقبة الثمانينات)- منى عز الدين - محمد حمزة - طاهر الحكيم - ياسر الاسيوطي - عليا محمد - نانسى هلال:نانسي صديقة تامر - عبد الحميد جبر - فتحي هلال - هنري - سماح غالي - عزة كامل - أحمد حسانين - سوسن أحمد - عبد السميع عبد الله: طبيب صديق شريهان- سارة العسكري - أيهاب علم الدين - عمر عبد العزيز - عمرو هنداوي - اسراء جمال - فتحى درغام - عادل عزت - محمد دسوقي - علاء عامر - أسماء نور الدين - جمال حسن - كمال الشريف - شاهيناز جمال - أسماء سعيد - سحر أبو العز - أحمد صالح - هند - أيرين سوريال- أشرف الالفي - إيمان ثابت: ريم أخت رضوى - مريم مجدي - سامية رشدي - بريهان (بيري) أنور - يحيي سعادة - بيجاد المغربي - فاطيما نصر
الأطفال: حبيبة طلبة - جوري - لي لي - عمر وائل - ياسين سعد - مازن - أيتن - كنزي أحمد - عمرو رشاد - ذات

## قنوات البث
- الجدول التالي يبين القنوات التي عرض فيها المسلسل.

| الدولة   | القناة الباثة   | التاريخ        | مراجع       |
| -------- | --------------- | -------------- | ----------- |
| السعودية | شاهد في أي بي   | 9 ديسمبر 2021  | [ 1 ] [ 2 ] |
| السعودية | إم بي سي دراما  | 8 يونيو 2022.  | [ 3 ]       |
| العراق   | إم بي سي العراق | 15 يونيو 2022  | [ 4 ]       |
| مصر      | إم بي سي مصر    | 24 ديسمبر 2022 | [ 5 ] [ 6 ] |

## الجوائز
| السنة | الجائزة                                     | الفئة                 | النتيجة | المراجع.    |
| ----- | ------------------------------------------- | --------------------- | ------- | ----------- |
| 2021  | جائزة إي تي بالعربي لأفضل الأعمال الرمضانية | أفضل مسلسل دراما مصري | فوز     | [ 7 ] [ 8 ] |

## وصلات خارجية
- ستات بيت المعادي على موقع IMDb (الإنجليزية)
- ستات بيت المعادي على موقع قاعدة بيانات الأفلام العربية
- ستات بيت المعادي على موقع قاعدة بيانات الفيلم (الإنجليزية)